# 자비네 마이어
자비네 마이어(독일어: Sabine Meyer, 1959년 3월 30일 ~ )는 독일의 고전음악 클라리넷 연주자이다.

## 생애
이른 나이에 클라리넷 연주를 시작했고, 마이어의 첫 교사는 역시 클라리넷 연주자였던 그녀의 아버지였다. 마이어는 슈트트가르트에서 오토 헤르만의 가르침을 받았으며, 그 후 클라리넷 연주자인 그녀의 오빠 볼프강 마이어를 따라 하노버의 음악대학에서 들어가, 나중에 뮌헨 필하모니 연주자가 된 현재의 그녀의 남편인 라이너 베헬레와 함께 한스 다인처에게 클라리넷을 배웠다. 그녀는 바바리안 관현악단, 그리고 여성 연주자 최초로 오케스트라 단원에 임명되어 논쟁이 일었던 베를린 필하모니의 연주자로서 음악 경력을 시작했다. 1982년 9월, 오케스트라 음악 감독 헤르베르트 폰 카라얀이 마이어를 단원으로 채용했으나, 단원들은 마이어의 수습 기간 종료 시점에 73대 4의 투표 결과로 그녀의 임명을 반대하였다. 오케스트라 단원들은 그녀의 연주가 기존의 교향악단과 어울리지 않기 때문에 반대한다고 주장했으나 카라얀을 포함하여 다른 이들은 진짜 이유는 그녀가 여성 연주자였기 때문이라고 믿었다. 9개월 뒤, 1983년에 마이어는 베를린 필하모니를 떠나 클라리넷 솔로 연주자로 독립했다.
그후 마이어는 시카고 교향악단, 샌프란시스코 교향악단, 런던 필하모닉 오케스트라, NHK 교향악단, 멜버른 교향악단, 스위스 로망드 관현악단, 토론토 교향악단, 상트페테르부르크 필하모니 교향악단, 체코 필하모닉 챔버 오케스트라, 빈 필하모니 관현악단 그리고 베를린 필하모니 관현악단을 포함하여 여러 관현악단과 함께 연주했다. 또한 그녀는 빈 라디오 심포니 오케스트라, 바젤, 바르샤바, 프라하, 토리노, 부다페스트, 브루셀, 코펜하겐 그리고 스페인과 이탈리아, 네델란드, 일본, 스위스의 주요 관현악단과도 정기적으로 연주했다.